# 1994 (numero)
Millenovecentonovantaquattro (1994) è il numero naturale dopo il 1993 e prima del 1995.

## Proprietà matematiche
- È un numero pari.
- È un numero composto da 4 divisori: 1, 2, 997, 1994. Poiché la somma dei suoi divisori (escluso il numero stesso) è 1000 < 1994, è un numero difettivo.
- È un numero semiprimo.
- È un numero intero privo di quadrati.
- È un numero odioso.
- È parte delle terne pitagoriche (744, 1850, 1994), (1994, 994008, 994010).

## Astronomia
- 1994 Shane è un asteroide della fascia principale del sistema solare.

## Astronautica
- Cosmos 1994 è un satellite artificiale russo.

## Letteratura
- 1994 - La nudità e la spada è un romanzo ucronico-distopico scritto da Ferruccio Parazzoli e pubblicato nel 1990.